# Idusa dieuzeidei
Idusa dieuzeidei es una especie de crustáceo isópodo marino de la familia Cymothoidae.

## Distribución geográfica
Es un parásito de peces de la familia Cynoglossidae, en el mar Mediterráneo.